# Papaipema impecuniosa
Papaipema impecuniosa là một loài bướm đêm trong họ Noctuidae.